# 21 Savage/Diskografie
Diese Diskografie ist eine Übersicht über die musikalischen Werke des Rappers 21 Savage. Den Schallplattenauszeichnungen zufolge hat er bisher mehr als 146,9 Millionen Tonträger verkauft, davon alleine in seiner Heimat über 124,5 Millionen. Seine erfolgreichste Veröffentlichung ist die Single Rockstar mit über 19,2 Millionen verkauften Einheiten. Allein in Deutschland verkaufte sie sich über 1,2 Millionen Mal, womit sie zu den meistverkauften Singles in Deutschland zählt.

## Alben

### Studioalben
| Jahr | Titel Musiklabel                   | Höchstplatzierung, Gesamtwochen, AuszeichnungChartplatzierungen (Jahr, Titel, Musiklabel, Platzierungen, Wochen, Auszeichnungen, Anmerkungen) | Höchstplatzierung, Gesamtwochen, AuszeichnungChartplatzierungen (Jahr, Titel, Musiklabel, Platzierungen, Wochen, Auszeichnungen, Anmerkungen) | Höchstplatzierung, Gesamtwochen, AuszeichnungChartplatzierungen (Jahr, Titel, Musiklabel, Platzierungen, Wochen, Auszeichnungen, Anmerkungen) | Höchstplatzierung, Gesamtwochen, AuszeichnungChartplatzierungen (Jahr, Titel, Musiklabel, Platzierungen, Wochen, Auszeichnungen, Anmerkungen) | Höchstplatzierung, Gesamtwochen, AuszeichnungChartplatzierungen (Jahr, Titel, Musiklabel, Platzierungen, Wochen, Auszeichnungen, Anmerkungen) | Anmerkungen                                                   |
| Jahr | Titel Musiklabel                   | DE | AT | CH | UK | US | Anmerkungen                                                   |
| ---- | ---------------------------------- | --- | --- | --- | --- | --- | ------------------------------------------------------------- |
| 2017 | Issa Album Epic Records (Sony)     | — | — | — | UK42 (2 Wo.)UK | US2 Platin · (51 Wo.)US | Erstveröffentlichung: 7. Juli 2017 Verkäufe: + 1.097.500      |
| 2018 | I Am > I Was Epic Records (Sony)   | DE87 (1 Wo.)DE | AT56 (2 Wo.)AT | CH33 (2 Wo.)CH | UK33 Gold · (9 Wo.)UK | US1 Platin · (112 Wo.)US | Erstveröffentlichung: 21. Dezember 2018 Verkäufe: + 1.295.000 |
| 2024 | American Dream Epic Records (Sony) | DE4 (11 Wo.)DE | AT2 (8 Wo.)AT | CH1 (15 Wo.)CH | UK2 Silber · (9 Wo.)UK | US1 Gold · (49 Wo.)US | Erstveröffentlichung: 12. Januar 2024 Verkäufe: + 679.500     |

### Kollaboalben
| Jahr | Titel Musiklabel                                            | Höchstplatzierung, Gesamtwochen, AuszeichnungChartplatzierungen (Jahr, Titel, Musiklabel, Platzierungen, Wochen, Auszeichnungen, Anmerkungen) | Höchstplatzierung, Gesamtwochen, AuszeichnungChartplatzierungen (Jahr, Titel, Musiklabel, Platzierungen, Wochen, Auszeichnungen, Anmerkungen) | Höchstplatzierung, Gesamtwochen, AuszeichnungChartplatzierungen (Jahr, Titel, Musiklabel, Platzierungen, Wochen, Auszeichnungen, Anmerkungen) | Höchstplatzierung, Gesamtwochen, AuszeichnungChartplatzierungen (Jahr, Titel, Musiklabel, Platzierungen, Wochen, Auszeichnungen, Anmerkungen) | Höchstplatzierung, Gesamtwochen, AuszeichnungChartplatzierungen (Jahr, Titel, Musiklabel, Platzierungen, Wochen, Auszeichnungen, Anmerkungen) | Anmerkungen                                                                           |
| Jahr | Titel Musiklabel                                            | DE | AT | CH | UK | US | Anmerkungen                                                                           |
| ---- | ----------------------------------------------------------- | --- | --- | --- | --- | --- | ------------------------------------------------------------------------------------- |
| 2017 | Without Warning Epic Records (Sony)                         | — | — | — | UK41 Silber · (3 Wo.)UK | US4 (66 Wo.)US | Erstveröffentlichung: 31. Oktober 2017 Verkäufe: + 105.000; mit Metro Boomin & Offset |
| 2020 | Savage Mode II Epic Records (Sony) • Republic Records (UMG) | DE29 (2 Wo.)DE | AT11 (2 Wo.)AT | CH12 (3 Wo.)CH | UK10 Gold · (3 Wo.)UK | US1 Gold · (166 Wo.)US | Erstveröffentlichung: 2. Oktober 2020 Verkäufe: + 835.000; mit Metro Boomin           |
| 2022 | Her Loss OVO Sound • Republic Records (UMG)                 | DE6 (17 Wo.)DE | AT2 (18 Wo.)AT | CH1 (34 Wo.)CH | UK1 Gold · (27 Wo.)UK | US1 ×2Doppelplatin · (117 Wo.)US | Erstveröffentlichung: 4. November 2022 Verkäufe: + 2.365.000; mit Drake               |

### Mixtapes
| Jahr | Titel Musiklabel                  | Anmerkungen                            |
| ---- | --------------------------------- | -------------------------------------- |
| 2015 | The Slaughter Tape Slaughter Gang | Erstveröffentlichung: 15. Mai 2015     |
| 2015 | Slaughter King Slaughter Gang     | Erstveröffentlichung: 1. Dezember 2015 |

### EPs
| Jahr | Titel Musiklabel           | Höchstplatzierung, Gesamtwochen, AuszeichnungChartplatzierungen (Jahr, Titel, Musiklabel, Platzierungen, Wochen, Auszeichnungen, Anmerkungen) | Höchstplatzierung, Gesamtwochen, AuszeichnungChartplatzierungen (Jahr, Titel, Musiklabel, Platzierungen, Wochen, Auszeichnungen, Anmerkungen) | Höchstplatzierung, Gesamtwochen, AuszeichnungChartplatzierungen (Jahr, Titel, Musiklabel, Platzierungen, Wochen, Auszeichnungen, Anmerkungen) | Höchstplatzierung, Gesamtwochen, AuszeichnungChartplatzierungen (Jahr, Titel, Musiklabel, Platzierungen, Wochen, Auszeichnungen, Anmerkungen) | Höchstplatzierung, Gesamtwochen, AuszeichnungChartplatzierungen (Jahr, Titel, Musiklabel, Platzierungen, Wochen, Auszeichnungen, Anmerkungen) | Anmerkungen                                                               |
| Jahr | Titel Musiklabel           | DE | AT | CH | UK | US | Anmerkungen                                                               |
| ---- | -------------------------- | --- | --- | --- | --- | --- | ------------------------------------------------------------------------- |
| 2015 | Free Guwop Selbstverlag    | — | — | — | — | — | Erstveröffentlichung: 2. Juli 2015 mit Sonny Digital                      |
| 2016 | Savage Mode Slaughter Gang | — | — | — | — | US23 Gold · (69 Wo.)US | Erstveröffentlichung: 15. Juli 2016 Verkäufe: + 507.500; mit Metro Boomin |

## Singles

### Als Leadmusiker
| Jahr | Titel Album                            | Höchstplatzierung, Gesamtwochen, AuszeichnungChartplatzierungen (Jahr, Titel, Album, Platzierungen, Wochen, Auszeichnungen, Anmerkungen) | Höchstplatzierung, Gesamtwochen, AuszeichnungChartplatzierungen (Jahr, Titel, Album, Platzierungen, Wochen, Auszeichnungen, Anmerkungen) | Höchstplatzierung, Gesamtwochen, AuszeichnungChartplatzierungen (Jahr, Titel, Album, Platzierungen, Wochen, Auszeichnungen, Anmerkungen) | Höchstplatzierung, Gesamtwochen, AuszeichnungChartplatzierungen (Jahr, Titel, Album, Platzierungen, Wochen, Auszeichnungen, Anmerkungen) | Höchstplatzierung, Gesamtwochen, AuszeichnungChartplatzierungen (Jahr, Titel, Album, Platzierungen, Wochen, Auszeichnungen, Anmerkungen) | Anmerkungen                                                                                          |
| Jahr | Titel Album                            | DE | AT | CH | UK | US | Anmerkungen                                                                                          |
| --- | -------------------------------------- | --- | --- | --- | --- | --- | --- |
| 2014 | Picky The Slaughter Tape               | — | — | — | — | — | Erstveröffentlichung: 12. November 2014                                                              |
| 2016 | Red Opps Free Guwop                    | — | — | — | — | US74 Platin · (5 Wo.)US | Erstveröffentlichung: 15. Mai 2016 Verkäufe: + 1.000.000                                             |
| 2016 | One Foot Free Guwop                    | — | — | — | — | — | Erstveröffentlichung: 15. Mai 2016                                                                   |
| 2016 | X Savage Mode                          | — | — | — | UK— SilberUK | US36 ×3Dreifachplatin · (21 Wo.)US | Erstveröffentlichung: 14. Juli 2016 Verkäufe: + 3.390.000; mit Metro Boomin feat. Future             |
| 2017 | Bank Account Issa Album                | DE— GoldDE | — | CH65 (17 Wo.)CH | UK41 Platin · (21 Wo.)UK | US12 ×6Sechsfachplatin · (29 Wo.)US | Erstveröffentlichung: 8. August 2017 Verkäufe: + 8.175.000                                           |
| 2018 | Cocky Uncle Drew O.S.T.                | — | — | — | — | — | Erstveröffentlichung: 16. Februar 2018 mit ASAP Rocky, Gucci Mane & London on da Track               |
| 2019 | A Lot I Am > I Was                     | — | — | CH79 (2 Wo.)CH | UK29 Gold · (11 Wo.)UK | US12 ×5Fünffachplatin · (23 Wo.)US | Erstveröffentlichung: 8. Januar 2019 Verkäufe: + 6.640.000; feat. J. Cole                            |
| 2019 | Monster I Am > I Was                   | — | — | — | — | US73 Platin · (3 Wo.)US | Erstveröffentlichung: 7. Mai 2019 Verkäufe: + 1.080.000                                              |
| 2019 | Immortal –                             | — | — | — | — | US55 ×2Doppelplatin · (2 Wo.)US | Erstveröffentlichung: 31. Oktober 2019 Verkäufe: + 2.000.000                                         |
| 2020 | Secret –                               | — | — | — | — | US— GoldUS | Erstveröffentlichung: 17. April 2020 Verkäufe: + 500.000; feat. Summer Walker                        |
| 2020 | Runnin Savage Mode II                  | — | AT65 (1 Wo.)AT | CH28 (2 Wo.)CH | UK43 Silber · (1 Wo.)UK | US9 ×4Vierfachplatin · (7 Wo.)US | Erstveröffentlichung: 2. Oktober 2020 Verkäufe: + 4.355.000; mit Metro Boomin                        |
| 2020 | Mr. Right Now Savage Mode II           | — | — | CH48 (2 Wo.)CH | UK28 (4 Wo.)UK | US10 ×2Doppelplatin · (18 Wo.)US | Erstveröffentlichung: 16. Oktober 2020 Verkäufe: + 2.040.000; mit Metro Boomin feat. Drake           |
| 2024 | Redrum American Dream                  | DE51 (6 Wo.)DE | AT20 (10 Wo.)AT | CH7 Gold · (13 Wo.)CH | UK11 Gold · (11 Wo.)UK | US5 ×2Doppelplatin · (20 Wo.)US | Erstveröffentlichung: 12. Januar 2024 Verkäufe: + 3.048.000                                          |
| Folgende Lieder erschienen nicht als Single, wurden aber durch das Album zum Download und Streaming bereitgestellt und konnten somit eine Platzierung erlangen: |                                        | | | | | | |
| |                                        | | | | | | |
| 2016 | No Heart Savage Mode                   | — | — | — | UK— SilberUK | US43 ×2Doppelplatin · (19 Wo.)US | Videoauskopplung: 19. Oktober 2016 Verkäufe: + 2.310.000; mit Metro Boomin                           |
| 2017 | Famous Issa Album                      | — | — | — | — | US94 Gold · (1 Wo.)US | Charteinstieg: 29. Juli 2017 Verkäufe: + 540.000                                                     |
| 2017 | Ghostface Killers Without Warning      | DE94 (1 Wo.)DE | — | CH40 (3 Wo.)CH | UK60 Silber · (2 Wo.)UK | US35 ×2Doppelplatin · (7 Wo.)US | Charteinstieg: 10. November 2017 Verkäufe: + 2.375.000; mit Metro Boomin & Offset feat. Travis Scott |
| 2017 | Rap Saved Me Without Warning           | — | — | — | — | US64 Platin · (3 Wo.)US | Charteinstieg: 25. November 2017 Verkäufe: + 1.000.000; mit Metro Boomin & Offset feat. Quavo        |
| 2017 | My Choppa Hate Niggas Without Warning  | — | — | — | — | US73 Platin · (2 Wo.)US | Charteinstieg: 25. November 2017 Verkäufe: + 1.000.000; mit Metro Boomin                             |
| 2017 | Mad Stalkers Without Warning           | — | — | — | — | US99 Gold · (1 Wo.)US | Charteinstieg: 25. November 2017 Verkäufe: + 500.000; mit Metro Boomin & Offset                      |
| 2019 | Can’t Leave Without It I Am > I Was    | — | — | — | UK— SilberUK | US58 ×2Doppelplatin · (4 Wo.)US | Charteinstieg: 5. Januar 2019 Verkäufe: + 2.380.000; feat. Gunna & Lil Baby                          |
| 2019 | All My Friends I Am > I Was            | — | — | — | — | US67 Platin · (2 Wo.)US | Charteinstieg: 5. Januar 2019 Verkäufe: + 1.100.000                                                  |
| 2019 | Break Da Law I Am > I Was              | — | — | — | — | US70 Gold · (1 Wo.)US | Charteinstieg: 5. Januar 2019 Verkäufe: + 540.000                                                    |
| 2019 | 1.5 I Am > I Was                       | — | — | — | — | US86 Gold · (1 Wo.)US | Charteinstieg: 5. Januar 2019 Verkäufe: + 540.000                                                    |
| 2019 | Out for the Night I Am > I Was         | — | — | — | — | US88 Gold · (1 Wo.)US | Charteinstieg: 5. Januar 2019 Verkäufe: + 540.000                                                    |
| 2019 | Gun Smoke I Am > I Was                 | — | — | — | — | US93 Gold · (1 Wo.)US | Charteinstieg: 5. Januar 2019 Verkäufe: + 540.000                                                    |
| 2019 | ASMR I Am > I Was                      | — | — | — | — | US95 Gold · (1 Wo.)US | Charteinstieg: 5. Januar 2019 Verkäufe: + 540.000                                                    |
| 2020 | Yessirskiii Lil Uzi vs. the World 2    | — | — | — | — | US26 Platin · (2 Wo.)US | Charteinstieg: 28. März 2020 Verkäufe: + 1.000.000; mit Lil Uzi Vert                                 |
| 2020 | Glock in My Lap Savage Mode II         | — | — | CH60 (1 Wo.)CH | UK— SilberUK | US19 ×4Vierfachplatin · (3 Wo.)US | Charteinstieg: 11. Oktober 2020 Verkäufe: + 4.350.000; mit Metro Boomin                              |
| 2020 | Rich N***a S**t Savage Mode II         | — | — | — | UK54 Silber · (1 Wo.)UK | US26 ×3Dreifachplatin · (2 Wo.)US | Charteinstieg: 15. Oktober 2020 Verkäufe: + 3.240.000; mit Metro Boomin feat. Young Thug             |
| 2020 | Slidin Savage Mode II                  | — | — | — | — | US32 Platin · (2 Wo.)US | Charteinstieg: 17. Oktober 2020 Verkäufe: + 1.000.000; mit Metro Boomin                              |
| 2020 | Many Men Savage Mode II                | — | — | — | — | US33 Platin · (2 Wo.)US | Charteinstieg: 17. Oktober 2020 Verkäufe: + 1.000.000; mit Metro Boomin                              |
| 2020 | My Dawg Savage Mode II                 | — | — | — | — | US56 Gold · (1 Wo.)US | Charteinstieg: 17. Oktober 2020 Verkäufe: + 500.000; mit Metro Boomin                                |
| 2020 | Brand New Draco Savage Mode II         | — | — | — | — | US57 Gold · (1 Wo.)US | Charteinstieg: 17. Oktober 2020 Verkäufe: + 500.000; mit Metro Boomin                                |
| 2020 | Snitches & Rats Savage Mode II         | — | — | — | — | US61 (1 Wo.)US | Charteinstieg: 17. Oktober 2020 mit Metro Boomin & Young Nudy                                        |
| 2020 | No Opp Left Behind Savage Mode II      | — | — | — | — | US71 Gold · (1 Wo.)US | Charteinstieg: 17. Oktober 2020 Verkäufe: + 500.000; mit Metro Boomin                                |
| 2020 | Steppin on Niggas Savage Mode II       | — | — | — | — | US74 (1 Wo.)US | Charteinstieg: 17. Oktober 2020 mit Metro Boomin                                                     |
| 2020 | Rip Luv Savage Mode II                 | — | — | — | — | US76 Gold · (1 Wo.)US | Charteinstieg: 17. Oktober 2020 Verkäufe: + 500.000; mit Metro Boomin                                |
| 2020 | Said N Done Savage Mode II             | — | — | — | — | US91 (1 Wo.)US | Charteinstieg: 17. Oktober 2020 mit Metro Boomin                                                     |
| 2021 | My Life The Off-Season                 | — | AT70 (1 Wo.)AT | CH34 (2 Wo.)CH | UK13 Silber · (4 Wo.)UK | US2 ×2Doppelplatin · (14 Wo.)US | Charteinstieg: 23. Mai 2021 Verkäufe: + 2.310.000; mit J. Cole & Morray                              |
| 2022 | Rich Flex Her Loss                     | DE42 (5 Wo.)DE | AT10 (5 Wo.)AT | CH4 (12 Wo.)CH | UK3 Platin · (16 Wo.)UK | US2 (28 Wo.)US | Charteinstieg: 13. November 2022 Verkäufe: + 1.030.000; mit Drake                                    |
| 2022 | Major Distribution Her Loss            | — | AT18 (1 Wo.)AT | CH10 (2 Wo.)CH | UK5 (4 Wo.)UK | US3 (7 Wo.)US | Charteinstieg: 13. November 2022 Verkäufe: + 35.000; mit Drake                                       |
| 2022 | Pussy & Millions Her Loss              | — | AT23 (1 Wo.)AT | CH12 (2 Wo.)CH | — | US6 (7 Wo.)US | Charteinstieg: 13. November 2022 Verkäufe: + 35.000; mit Drake feat. Travis Scott                    |
| 2022 | 3AM on Glenwood Her Loss               | — | — | CH89 (1 Wo.)CH | — | US27 (2 Wo.)US | Charteinstieg: 13. November 2022                                                                     |
| 2022 | Circo Loco Her Loss                    | — | — | — | UK7 Silber · (4 Wo.)UK | US8 (13 Wo.)US | Charteinstieg: 17. November 2022 Verkäufe: + 270.000; mit Drake                                      |
| 2022 | On BS Her Loss                         | — | — | — | — | US4 (8 Wo.)US | Charteinstieg: 19. November 2022 Verkäufe: + 35.000; mit Drake                                       |
| 2022 | Spin Bout U Her Loss                   | — | — | — | UK— SilberUK | US5 (29 Wo.)US | Charteinstieg: 19. November 2022 Verkäufe: + 430.000; mit Drake                                      |
| 2022 | Privileged Rappers Her Loss            | — | — | — | — | US7 (4 Wo.)US | Charteinstieg: 19. November 2022 Verkäufe: + 35.000; mit Drake                                       |
| 2022 | Hours in Silence Her Loss              | — | — | — | — | US11 (4 Wo.)US | Charteinstieg: 19. November 2022 mit Drake                                                           |
| 2022 | Broke Boys Her Loss                    | — | — | — | — | US12 (4 Wo.)US | Charteinstieg: 19. November 2022 mit Drake                                                           |
| 2022 | Treacherous Twins Her Loss             | — | — | — | — | US14 (3 Wo.)US | Charteinstieg: 19. November 2022 mit Drake                                                           |
| 2022 | More M’s Her Loss                      | — | — | — | — | US18 (3 Wo.)US | Charteinstieg: 19. November 2022 mit Drake                                                           |
| 2024 | N.H.I.E. American Dream                | DE94 (1 Wo.)DE | — | CH29 (2 Wo.)CH | UK27 (3 Wo.)UK | US19 Gold · (4 Wo.)US | Charteinstieg: 19. Januar 2024 Verkäufe: + 580.000; feat. Doja Cat                                   |
| 2024 | Née-Nah American Dream                 | DE— aDE | AT27 (1 Wo.)AT | CH12 (3 Wo.)CH | UK23 (4 Wo.)UK | US10 Platin · (10 Wo.)US | Charteinstieg: 21. Januar 2024 Verkäufe: + 1.120.000; feat. Travis Scott & Metro Boomin              |
| 2024 | All of Me American Dream               | — | — | — | — | US18 Gold · (4 Wo.)US | Charteinstieg: 27. Januar 2024 Verkäufe: + 540.000                                                   |
| 2024 | Pop Ur Shit American Dream             | — | — | — | — | US31 (2 Wo.)US | Charteinstieg: 27. Januar 2024 feat. Young Thug & Metro Boomin                                       |
| 2024 | Sneaky American Dream                  | — | — | — | — | US33 Gold · (3 Wo.)US | Charteinstieg: 27. Januar 2024 Verkäufe: + 500.000                                                   |
| 2024 | Dangerous American Dream               | — | — | — | — | US35 (2 Wo.)US | Charteinstieg: 27. Januar 2024 feat. Lil Durk & Metro Boomin                                         |
| 2024 | Should’ve Wore a Bonnet American Dream | — | — | — | — | US40 Gold · (4 Wo.)US | Charteinstieg: 27. Januar 2024 Verkäufe: + 500.000; feat. Brent Faiyaz                               |
| 2024 | Prove It American Dream                | — | — | — | — | US43 Platin · (19 Wo.)US | Charteinstieg: 27. Januar 2024 Verkäufe: + 1.060.000; feat. Summer Walker                            |
| 2024 | Red Sky American Dream                 | — | — | — | — | US57 (2 Wo.)US | Charteinstieg: 27. Januar 2024 feat. Mikky Ekko & Tommy Newport                                      |
| 2024 | Letter to My Brudda American Dream     | — | — | — | — | US59 (1 Wo.)US | Charteinstieg: 27. Januar 2024                                                                       |
| 2024 | See the Real American Dream            | — | — | — | — | US66 (1 Wo.)US | Charteinstieg: 27. Januar 2024                                                                       |
| 2024 | Just Like Me American Dream            | — | — | — | — | US67 (1 Wo.)US | Charteinstieg: 27. Januar 2024 feat. Burna Boy & Metro Boomin                                        |
| 2024 | Dark Days American Dream               | — | — | — | — | US70 (1 Wo.)US | Charteinstieg: 27. Januar 2024 feat. Mariah the Scientist                                            |

### Als Gastmusiker
| Jahr | Titel Album                                           | Höchstplatzierung, Gesamtwochen, AuszeichnungChartplatzierungen (Jahr, Titel, Album, Platzierungen, Wochen, Auszeichnungen, Anmerkungen) | Höchstplatzierung, Gesamtwochen, AuszeichnungChartplatzierungen (Jahr, Titel, Album, Platzierungen, Wochen, Auszeichnungen, Anmerkungen) | Höchstplatzierung, Gesamtwochen, AuszeichnungChartplatzierungen (Jahr, Titel, Album, Platzierungen, Wochen, Auszeichnungen, Anmerkungen) | Höchstplatzierung, Gesamtwochen, AuszeichnungChartplatzierungen (Jahr, Titel, Album, Platzierungen, Wochen, Auszeichnungen, Anmerkungen) | Höchstplatzierung, Gesamtwochen, AuszeichnungChartplatzierungen (Jahr, Titel, Album, Platzierungen, Wochen, Auszeichnungen, Anmerkungen) | Anmerkungen |
| Jahr | Titel Album                                           | DE | AT | CH | UK | US | Anmerkungen |
| --- | ----------------------------------------------------- | --- | --- | --- | --- | --- | --- |
| 2016 | Dit Dat Everything Clean but da Ashtray               | — | — | — | — | — | Erstveröffentlichung: 5. Februar 2016 MobSquad Nard feat. 21 Savage & 1200 Yak                                                           |
| 2016 | Sneakin’ –                                            | — | — | — | UK52 Silber · (4 Wo.)UK | US28 Platin · (14 Wo.)US | Erstveröffentlichung: 29. Oktober 2016 Verkäufe: + 1.235.000; Drake feat. 21 Savage                                                      |
| 2017 | EA Slime Ball 2                                       | — | — | — | — | US— PlatinUS | Erstveröffentlichung: 21. Februar 2017 Verkäufe: + 1.000.000; Yung Nudy feat. 21 Savage                                                  |
| 2017 | Gucci On My Ransom 2                                  | — | — | — | — | US— PlatinUS | Erstveröffentlichung: 3. März 2017 Verkäufe: + 1.000.000; Mike Will Made It feat. 21 Savage, YG & Migos                                  |
| 2017 | East Atlanta Day Trapholizay                          | — | — | — | — | — | Erstveröffentlichung: 21. April 2017 Zaytoven feat. Gucci Mane & 21 Savage                                                               |
| 2017 | No Flag –                                             | — | — | — | — | — | Erstveröffentlichung: 25. August 2017 London on da Track feat. Nicki Minaj, 21 Savage & Offset                                           |
| 2017 | Rockstar Beerbongs & Bentleys                         | DE2 ×3Dreifachplatin · (43 Wo.)DE | AT1 Gold · (40 Wo.)AT | CH2 (49 Wo.)CH | UK1 ×4Vierfachplatin · (36 Wo.)UK | US1 Diamant · (41 Wo.)US | Erstveröffentlichung: 15. September 2017 Verkäufe: + 19.248.333; Post Malone feat. 21 Savage                                             |
| 2017 | Pull Up N Wreck Double or Nothing                     | — | — | — | — | US80 (2 Wo.)US | Erstveröffentlichung: 3. November 2017 Big Sean & Metro Boomin feat. 21 Savage                                                           |
| 2017 | Crisis –                                              | — | — | — | — | — | Erstveröffentlichung: 10. November 2017 Rich Chigga feat. 21 Savage                                                                      |
| 2017 | Krippy Kush (Remix) –                                 | — | — | — | — | US75 (6 Wo.)US | Erstveröffentlichung: 21. November 2017 Verkäufe: + 30.000; Farruko, Bad Bunny & Rvssian feat. Nicki Minaj & 21 Savage                   |
| 2017 | Bartier Cardi Invasion of Privacy                     | — | — | CH79 (2 Wo.)CH | UK40 Silber · (8 Wo.)UK | US14 ×4Vierfachplatin · (20 Wo.)US | Erstveröffentlichung: 22. Dezember 2017 Verkäufe: + 4.635.000; Cardi B feat. 21 Savage                                                   |
| 2018 | 1Night –                                              | — | — | — | — | — | Erstveröffentlichung: 27. April 2018 Stargate feat. PartyNextDoor, 21 Savage & Murda Beatz                                               |
| 2018 | Clout Beach House 3 (Deluxe Edition)                  | — | — | — | — | US— GoldUS | Erstveröffentlichung: 9. Mai 2018 Verkäufe: + 500.000; Ty Dolla Sign feat. 21 Savage                                                     |
| 2018 | 10 Freaky Girls Not All Heroes Wear Capes             | — | — | CH82 (1 Wo.)CH | UK69 Gold · (2 Wo.)UK | US42 ×3Dreifachplatin · (4 Wo.)US | Erstveröffentlichung: 2. November 2018 Verkäufe: + 3.930.000; Metro Boomin feat. 21 Savage                                               |
| 2018 | Pass Out Quavo Huncho                                 | — | — | CH71 (1 Wo.)CH | UK94 (1 Wo.)UK | US61 (1 Wo.)US | Erstveröffentlichung: 27. November 2018 Quavo feat. 21 Savage                                                                            |
| 2019 | Floating Crash Talk                                   | — | — | — | — | US67 Platin · (1 Wo.)US | Erstveröffentlichung: 26. April 2019 Verkäufe: + 1.000.000; Schoolboy Q feat. 21 Savage                                                  |
| 2019 | 100 Bands Perfect Ten                                 | — | — | — | — | US— GoldUS | Erstveröffentlichung: 10. Mai 2019 Verkäufe: + 500.000; DJ Mustard feat. Quavo, 21 Savage, YG & Meek Mill                                |
| 2019 | Focus Crash Talk                                      | — | — | — | — | — | Erstveröffentlichung: 13. Juni 2019 Verkäufe: + 40.000; Bazzi feat. 21 Savage                                                            |
| 2020 | New Money Funk Wav Bounces Vol. 2                     | — | — | — | — | — | Erstveröffentlichung: 1. Juli 2022 Calvin Harris feat. 21 Savage                                                                         |
| 2021 | Opp Stoppa (Remix) –                                  | — | — | — | — | US78 (6 Wo.)US | Erstveröffentlichung: 22. Januar 2021 YBN Nahmir feat. 21 Savage                                                                         |
| 2021 | Who Want Smoke?? Who Is Nardo Wick?                   | — | — | — | — | US17 ×3Dreifachplatin · (20 Wo.)US | Erstveröffentlichung: 8. Oktober 2021 Verkäufe: + 3.000.000; Nardo Wick feat. Lil Durk, 21 Savage & G Herbo                              |
| 2021 | Knife Talk Certified Lover Boy                        | DE— bDE | — | — | UK87 Gold · (2 Wo.)UK | US4 ×5Fünffachplatin · (29 Wo.)US | Erstveröffentlichung: 11. November 2021 Verkäufe: + 5.580.000; Drake feat. 21 Savage & Project Pat                                       |
| 2022 | Surround Sound –                                      | DE66 (6 Wo.)DE | AT65 (1 Wo.)AT | CH60 (8 Wo.)CH | UK35 Silber · (11 Wo.)UK | US40 ×3Dreifachplatin · (20 Wo.)US | Erstveröffentlichung: 14. Januar 2022 Verkäufe: + 3.415.000; JID feat. 21 Savage & Baby Tate                                             |
| 2022 | Don’t Play That What It Means to Be King              | — | — | — | — | US40 Gold · (5 Wo.)US | Erstveröffentlichung: 4. Februar 2022 Verkäufe: + 500.000; King Von feat. 21 Savage                                                      |
| 2022 | Cash In Cash Out –                                    | — | — | — | UK73 (1 Wo.)UK | US26 Platin · (7 Wo.)US | Erstveröffentlichung: 10. Juni 2022 Verkäufe: + 1.000.000; Pharrell Williams feat. Tyler, the Creator & 21 Savage                        |
| 2023 | Creepin’ Heroes & Villains                            | DE10 Gold · (37 Wo.)DE | AT13 (26 Wo.)AT | CH6 Platin · (49 Wo.)CH | UK7 Platin · (27 Wo.)UK | US3 ×2Doppelplatin · (47 Wo.)US | Erstveröffentlichung: 17. März 2023 (Remix) Verkäufe: + 4.473.333; Metro Boomin feat. The Weeknd & 21 Savage, Remix zusätzlich mit Diddy |
| 2023 | Good Good –                                           | — | — | — | — | US25 (28 Wo.)US | Erstveröffentlichung: 4. August 2023 Usher feat. Summer Walker & 21 Savage                                                               |
| 2023 | Both –                                                | DE— cDE | — | — | — | — | Erstveröffentlichung: 29. August 2023 Tiësto feat. 21 Savage & Bia                                                                       |
| 2023 | Another One of Me The Love Album: Off the Grid        | — | — | — | UK98 (1 Wo.)UK | US87 (1 Wo.)US | Erstveröffentlichung: 15. September 2023 Diddy feat. The Weeknd, French Montana & 21 Savage                                              |
| 2025 | GBP Can’t Rush Greatness                              | DE80 (2 Wo.)DE | AT63 (2 Wo.)AT | CH18 (4 Wo.)CH | UK6 (9 Wo.)UK | US81 (2 Wo.)US | Erstveröffentlichung: 16. Januar 2025 Central Cee feat. 21 Savage                                                                        |
| Folgende Lieder erschienen nicht als Single, wurden aber durch das Album zum Download und Streaming bereitgestellt und konnten somit eine Platzierung erlangen: |                                                       | | | | | | |
| |                                                       | | | | | | |
| 2016 | Offended DC4                                          | — | — | — | — | US70 (1 Wo.)US | Charteinstieg: 19. November 2016 Meek Mill feat. Young Thug & 21 Savage                                                                  |
| 2017 | Undefeated The Bigger Artist                          | — | — | — | — | US84 Gold · (1 Wo.)US | Charteinstieg: 21. Oktober 2017 Verkäufe: + 540.000; A Boogie wit da Hoodie feat. 21 Savage                                              |
| 2018 | BBO (Bad Bitches Only) Culture II                     | — | — | — | — | US48 Platin · (2 Wo.)US | Charteinstieg: 10. Februar 2018 Verkäufe: + 1.000.000; Migos feat. 21 Savage                                                             |
| 2018 | Don’t Come Out the House Not All Heroes Wear Capes    | — | — | — | UK80 (1 Wo.)UK | US38 Platin · (4 Wo.)US | Charteinstieg: 15. November 2018 Verkäufe: + 1.115.000; Metro Boomin feat. 21 Savage                                                     |
| 2019 | Legacy Father of 4                                    | — | — | — | — | US49 Gold · (1 Wo.)US | Charteinstieg: 9. März 2019 Verkäufe: + 500.000; Offset feat. Travis Scott & 21 Savage                                                   |
| 2019 | Wish Wish Father of Asahd                             | — | — | CH90 (1 Wo.)CH | UK81 (1 Wo.)UK | US19 ×2Doppelplatin · (15 Wo.)US | Charteinstieg: 26. Mai 2019 Verkäufe: + 2.075.000; DJ Khaled feat. Cardi B & 21 Savage                                                   |
| 2021 | Box of Churches Shiesty Season                        | — | — | — | — | US81 Gold · (1 Wo.)US | Charteinstieg: 20. Februar 2021 Verkäufe: + 500.000; Pooh Shiesty feat. 21 Savage                                                        |
| 2021 | Let It Go Khaled Khaled                               | — | — | — | — | US54 Gold · (2 Wo.)US | Charteinstieg: 15. Mai 2021 Verkäufe: + 500.000; DJ Khaled feat. Justin Bieber & 21 Savage                                               |
| 2021 | Bout a Million Faith                                  | — | — | — | UK64 (1 Wo.)UK | — | Charteinstieg: 29. Juli 2021 Pop Smoke feat. 42 Dugg & 21 Savage                                                                         |
| 2022 | Hibachi Live Life Fast                                | — | — | — | — | US91 (1 Wo.)US | Charteinstieg: 1. Januar 2022 Roddy Ricch feat. Kodak Black & 21 Savage                                                                  |
| 2022 | Thought I Was Playing DS4Ever                         | — | — | — | — | US23 (3 Wo.)US | Charteinstieg: 22. Januar 2022 Gunna feat. 21 Savage                                                                                     |
| 2022 | Jimmy Cooks Honestly, Nevermind                       | DE34 (5 Wo.)DE | AT12 (5 Wo.)AT | CH5 (17 Wo.)CH | UK7 Platin · (10 Wo.)UK | US1 ×3Dreifachplatin · (25 Wo.)US | Charteinstieg: 26. Juni 2022 Verkäufe: + 4.270.000; Drake feat. 21 Savage                                                                |
| 2022 | Keep Going God Did                                    | — | — | — | — | US57 (1 Wo.)US | Charteinstieg: 10. September 2022 DJ Khaled feat. Lil Durk, 21 Savage & Roddy Ricch                                                      |
| 2022 | Niagara Falls (Foot or 2) Heroes & Villains           | — | — | CH28 (1 Wo.)CH | UK46 Silber · (2 Wo.)UK | US27 (6 Wo.)US | Charteinstieg: 11. Dezember 2022 Verkäufe: + 425.000; Metro Boomin feat. Travis Scott & 21 Savage                                        |
| 2022 | Umbrella Heroes & Villains                            | — | — | — | — | US23 (2 Wo.)US | Charteinstieg: 17. Dezember 2022 Verkäufe: + 40.000; Metro Boomin feat. 21 Savage & Young Nudy                                           |
| 2022 | Walk Em Down (Don’t Kill Civilians) Heroes & Villains | — | — | — | — | US52 (1 Wo.)US | Charteinstieg: 17. Dezember 2022 Verkäufe: + 40.000; Metro Boomin feat. 21 Savage & Mustafa the Poet                                     |
| 2023 | War Bout It Almost Healed                             | — | — | — | — | US41 Gold · (2 Wo.)US | Charteinstieg: 10. Juni 2023 Verkäufe: + 500.000; Lil Durk feat. 21 Savage                                                               |
| 2023 | Peaches & Eggplants Gumbo                             | — | — | — | — | US33 ×2Doppelplatin · (20 Wo.)US | Charteinstieg: 17. Juni 2023 Verkäufe: + 2.000.000; Young Nudy feat. 21 Savage                                                           |
| 2023 | Topia Twins Utopia                                    | — | — | — | — | US17 Platin · (4 Wo.)US | Charteinstieg: 12. August 2023 Verkäufe: + 1.145.000; Travis Scott feat. Rob 49 & 21 Savage                                              |
| 2023 | Til Further Notice Utopia                             | — | — | — | — | US38 Gold · (2 Wo.)US | Charteinstieg: 12. August 2023 Verkäufe: + 600.000; Travis Scott feat. James Blake & 21 Savage                                           |
| 2023 | Turks & Caicos Nostalgia                              | — | — | — | — | US24 Platin · (13 Wo.)US | Charteinstieg: 30. September 2023 Verkäufe: + 1.000.000; Rod Wave feat. 21 Savage                                                        |
| 2023 | Calling for You For All the Dogs                      | — | — | — | — | US5 (4 Wo.)US | Charteinstieg: 21. Oktober 2023 Drake feat. 21 Savage                                                                                    |
| 2024 | It’s Up 100 Gigs                                      | — | — | — | UK82 (2 Wo.)UK | US28 (5 Wo.)US | Charteinstieg: 22. August 2024 Drake feat. Young Thug & 21 Savage                                                                        |
| 2025 | Outfit WHAM                                           | — | — | — | — | US50 (… Wo.)US | Charteinstieg: 18. Januar 2025 Lil Baby feat. 21 Savage                                                                                  |

## Statistik

### Chartauswertung
|                     | DE    | AT    | CH    | UK    | US    |
| ------------------- | ----- | ----- | ----- | ----- | ----- |
| Nummer-eins-Alben   | DE—DE | AT—AT | CH2CH | UK1UK | US4US |
| Top-10-Alben        | DE2DE | AT2AT | CH2CH | UK4UK | US6US |
| Alben in den Charts | DE4DE | AT4AT | CH4CH | UK6UK | US7US |

|                       | DE    | AT     | CH     | UK     | US     |
| --------------------- | ----- | ------ | ------ | ------ | ------ |
| Nummer-eins-Singles   | DE—DE | AT1AT  | CH—CH  | UK1UK  | US2US  |
| Top-10-Singles        | DE2DE | AT2AT  | CH6CH  | UK7UK  | US17US |
| Singles in den Charts | DE9DE | AT12AT | CH24CH | UK30UK | US88US |

### Auszeichnungen für Musikverkäufe
| Land/RegionAuszeichnungen für Musikverkäufe (Land/Region, Auszeichnungen, Verkäufe, Quellen) | Silber       | Gold         | Platin         | Diamant     | Verkäufe    | Quellen              |
| -------------------------------------------------------------------------------------------- | ------------ | ------------ | -------------- | ----------- | ----------- | -------------------- |
| Australien (ARIA)                                                                            | —            | 10× Gold10   | 39× Platin39   | —           | 3.080.000   | aria.com.au          |
| Belgien (BRMA)                                                                               | —            | Gold1        | 3× Platin3     | —           | 120.000     | ultratop.be          |
| Brasilien (PMB)                                                                              | —            | 9× Gold9     | 15× Platin15   | 3× Diamant3 | 1.180.000   | pro-musicabr.org.br  |
| Dänemark (IFPI)                                                                              | —            | 9× Gold9     | 8× Platin8     | —           | 915.000     | ifpi.dk              |
| Deutschland (BVMI)                                                                           | —            | 2× Gold2     | 3× Platin3     | —           | 1.600.000   | musikindustrie.de    |
| Finnland (IFPI)                                                                              | —            | —            | 9× Platin9     | —           | 360.000     | Einzelnachweise      |
| Frankreich (SNEP)                                                                            | —            | 2× Gold2     | Platin1        | 2× Diamant2 | 933.332     | snepmusique.com      |
| Griechenland (IFPI)                                                                          | —            | 3× Gold3     | 7× Platin7     | —           | 170.000     | Einzelnachweise      |
| Italien (FIMI)                                                                               | —            | 7× Gold7     | 6× Platin6     | —           | 700.000     | fimi.it              |
| Kanada (MC)                                                                                  | —            | 20× Gold20   | 55× Platin55   | Diamant1    | 5.980.000   | musiccanada.com      |
| Mexiko (AMPROFON)                                                                            | —            | 3× Gold3     | 3× Platin3     | Diamant1    | 610.000     | amprofon.com.mx      |
| Neuseeland (RMNZ)                                                                            | —            | 6× Gold6     | 26× Platin26   | —           | 780.000     | radioscope.co.nz NZ2 |
| Niederlande (NVPI)                                                                           | —            | —            | 4× Platin4     | —           | 320.000     | nvpi.nl              |
| Norwegen (IFPI)                                                                              | —            | —            | 4× Platin4     | —           | 240.000     | ifpi.no              |
| Österreich (IFPI)                                                                            | —            | Gold1        | —              | —           | 15.000      | ifpi.at              |
| Polen (ZPAV)                                                                                 | —            | 12× Gold12   | 11× Platin11   | —           | 760.000     | olis.pl              |
| Portugal (AFP)                                                                               | —            | 4× Gold4     | 11× Platin11   | —           | 130.000     | Einzelnachweise      |
| Schweden (IFPI)                                                                              | —            | Gold1        | 7× Platin7     | —           | 580.000     | sverigetopplistan.se |
| Schweiz (IFPI)                                                                               | —            | Gold1        | Platin1        | —           | 35.000      | hitparade.ch         |
| Spanien (Promusicae)                                                                         | —            | 3× Gold3     | 3× Platin3     | —           | 270.000     | elportaldemusica.es  |
| Südafrika (RISA)                                                                             | —            | 3× Gold3     | Platin1        | —           | 100.000     | Einzelnachweise      |
| Ungarn (MAHASZ)                                                                              | —            | Gold1        | 2× Platin2     | —           | 10.000      | slagerlistak.hu      |
| Vereinigte Staaten (RIAA)                                                                    | —            | 41× Gold41   | 94× Platin94   | Diamant1    | 124.500.000 | riaa.com             |
| Vereinigtes Königreich (BPI)                                                                 | 15× Silber15 | 8× Gold8     | 8× Platin8     | —           | 9.820.000   | bpi.co.uk            |
| Zentralamerika (CFC)                                                                         | —            | Gold1        | Platin1        | —           | 105.000     | cfc-musica.com       |
| Insgesamt                                                                                    | 15× Silber15 | 148× Gold148 | 322× Platin322 | 8× Diamant8 |             |                      |